# Devola
Devola é um lugar designado pelo censo localizado no condado de Washington no estado estadounidense de Ohio. No Censo de 2010 tinha uma população de 2.652 habitantes e uma densidade populacional de 190,75 pessoas por km².

## Geografia
Devola encontra-se localizado nas coordenadas 39° 28′ 27″ N, 81° 28′ 13″ O. Segundo a Departamento do Censo dos Estados Unidos, Devola tem uma superfície total de 13.9 km², da qual 13.3 km² correspondem a terra firme e (4.34%) 0.6 km² é água.

## Demografia
Segundo o censo de 2010, tinha 2.652 habitantes residindo em Devola. A densidade populacional era de 190,75 hab./km². Dos 2.652 habitantes, Devola estava composto pelo 97.93% brancos, o 0.72% eram afroamericanos, o 0.08% eram amerindios, o 0.49% eram asiáticos, o 0.04% eram insulares do Pacífico, o 0.11% eram de outras raças e o 0.64% pertenciam a duas ou mais raças. Do total da população o 0.83% eram hispanos ou latinos de qualquer raça.

## Localidades na vizinhança
O diagrama seguinte representa as localidades num raio de 12 km ao redor de Devola.